# Alejandro Char
Alejandro Char Chaljub (Barranquilla, 16 de abril de 1966) es un político, ingeniero civil y empresario colombiano de ascendencia siria.
Inició en la política cuando fue concejal de Barranquilla en 1997 por el Partido Liberal. Fue gobernador del Atlántico tras la destitución de Ventura Díaz Mejía en 2003. Fue alcalde de Barranquilla en los periodos 2008-2011 y 2016-2019. Pertenece al Cambio Radical. Es ingeniero civil graduado de la Universidad del Norte, especializado en ingeniería de proyectos mineros, estudió alta gerencia en la Universidad de los Andes y magíster en gerencia de proyectos del Georgia Institute of Technology. Estuvo al frente de la constructora de su propiedad Alejandro Char & Cía. Fue precandidato presidencial en 2022. El 29 de octubre del 2023, fue elegído nuevamente como alcalde de Barranquilla para el periodo 2024 - 2027.

## Biografía
Es hijo de Fuad Char y de Adela Chaljub  (fallecida en 1994). Es hermano del exsenador Arturo Char y de Antonio Char. Está casado con la exreina del carnaval de Barranquilla 1995 Katia Margarita Nule Marino desde el 27 de agosto de 1999, con quien tiene 2 hijos, Alejandro y Mariana Char Nule. Ella es hermana del condenado empresario Guido Nule Marino.
Fue concejal de Barranquilla en 1997 por el Partido Liberal. Luego de dirigir su propia empresa de construcción, fue impulsado por su padre, entonces senador, como candidato a la Gobernación del Atlántico en 2000, pero fue derrotado por el periodista, abogado y exdiplomático Ventura Emilio Díaz Mejía. Tras esa derrota, demandó las elecciones, y tras vencer en el Consejo Nacional Electoral, ejerció como gobernador los últimos diez meses de 2003. Fue alcalde de Barranquilla en los periodos 2008 - 2011 y 2016 - 2019. En mayo de 2012 fue nombrado Alto Consejero para las Regiones por el entonces presidente Juan Manuel Santos.

## Trayectoria política

### Alcalde de Barranquilla (2008 - 2011)
El 28 de octubre de 2007 venció en la contienda electoral de ese año a Máximo Noriega del Polo Democrático Alternativo que obtuvo 43.937 votos (11,6%) ocupando el segundo lugar y a Édgar Perea del Partido Colombia Democrática que obtuvo 39.979 votos (10,53%). Char logró ganar con un 58% de los votos.
Se posesionó como alcalde de Barranquilla el 1° de enero de 2008.  A su aspiración electoral le dieron el visto bueno Cambio Radical, el Partido Liberal, el Partido de la U, el Partido Conservador, Movimiento Colombia Viva y Alas Equipo Colombia.
Lo primero que hizo al tomar las riendas de la alcaldía, fue sanear las finanzas distritales, debido a que la ciudad estaba en Ley 550. Después, eliminó por completo varias de las concesiones privadas que manejaban contratos de orden público, entre ellas Metrotránsito (hoy Secretaría de Tránsito y Seguridad Vial), el Instituto Distrital de Recreación y Deporte (hoy Secretaría de Deporte) Redehospitales (hoy manejada por MiRed IPS, creada por el Distrito en 2018), la recaudación de impuestos por parte de la firma Métodos y Sistemas, entre otros.

### Alcalde de Barranquilla (2016 - 2019)
En junio de 2015 se postuló por segunda vez como candidato a la alcaldía de Barranquilla, esta vez apoyado exclusivamente por el Cambio Radical.
Para su candidatura tuvo como aliado a Eduardo Verano de la Rosa, candidato a la Gobernación del Atlántico por el Partido Liberal, con quien ya había trabajado en equipo durante su periodo anterior (2008-2011) en la alcaldía de Barranquilla.
Con el 77% de votos, Alejandro Char fue elegido alcalde de Barranquilla para el periodo 2016-2019, venciendo a su único contendor, el exconcejal independiente Rafael Sánchez Anillo. Cerró su mandato con 95% de aprobación, la más alta entre todos los alcaldes que estuvieron en ese periodo.
Algunos de los programas desarrollados en este período son: "Todos al parque", "Barrios a la obra" y "Barranquilla siembra".

### Precandidatura presidencial (2022)
En 2022, Alex Char fue precandidato la Presidencia de Colombia en 2022 en la Coalición Equipo por Colombia, quedando en segundo lugar en la consulta electoral realizada durante las elecciones legislativas del 13 de marzo de 2022 después de Federico Gutiérrez.

### Alcalde de Barranquilla (2024 - 2027)
En julio de 2023 Alejandro Char se inscribió por tercera vez a la Alcaldía de Barranquilla, contando nuevamente con el apoyo del partido Cambio Radical para las elecciones territoriales llevadas a cabo el 29 de octubre de ese mismo año. Para esta elección venció a 5 candidatos a la alcaldía, entre ellos, el concejal del partido Polo Democrático Alternativo Antonio Eduardo Bohorquez Collazos, quien nuevamente aceptó la curul del segundo lugar de acuerdo al Estatuto de la Oposición.
| Nombre                       | Cargo                                          | Ref.   |
| ---------------------------- | ---------------------------------------------- | ------ |
| María Teresa Fernández       | Secretaría General                             | [ 13 ] |
| Emelith Barraza Barrios      | Secretaría de Hacienda                         | [ 14 ] |
| Paola Amar Sepúlveda         | Secretaría de Educación                        | [ 15 ] |
| Yesid Salomon Turbay Pereira | Secretaría de Seguridad                        | [ 16 ] |
| Stephanie Araújo             | Secretaría de Salud                            | [ 17 ] |
| Juan Carlos Ospino Acuña     | Secretaría de Cultura y Patrimonio             | [ 18 ] |
| Yaciris Cantillo Romero      | Secretaría de Tránsito y Seguridad Vial        | [ 19 ] |
| Angelo Cianci                | Secretaría de Control Urbano y Espacio Público | [ 20 ] |
| Ismael Marin Daza            | Secretaría de Hacienda                         | [ 21 ] |
| Carlos Andrés López Beleño   | Gerente de Transmetro                          | [ 22 ] |
| Dina Luz Pardo Olaya         | Jefe de la Oficina de Servicios Públicos       | [ 23 ] |
| Ana Maria Aljure Reales      | Gerente de Ciudad                              | [ 24 ] |

## Logros

### Infraestructura
Alejandro Char hace parte de las tres administraciones en la ciudad de Barranquilla y el Departamento del Atlántico que entre 2008 - 2022 dieron un giro en infraestructura y dinamismo comercial de la ciudad y el Departamento.
El Gran Malecón del Río, inaugurado en el 17 de julio de 2017, y hoy uno de los lugares turísticos más visitados de Colombia, la modernización de la infraestructura escolar, la pavimentación de arroyos, el mejoramiento de vías y la pavimentación de barrios periféricos, la ampliación de la Avenida Circunvalar, la mejoría de la red hospitalaria, construyéndose más de veinte nuevas IPS entre Pasos y Caminos, especialmente en las localidades Suroccidente, Suroriente, Metropolitana y Riomar, y la modernización de hospitales de la red, lo que logró reducir la distancia neta que deben recorrer los habitantes para tener acceso al servicio de salud, la construcción de más de 146 parques, y la construcción de nuevos escenarios deportivos que fueron sede de los XXIII Juegos Centroamericanos y del Caribe llevados a cabo en la ciudad de Barranquilla, son solo algunos de los logros de la gestión de Alejandro Char en materia de infraestructura.

### Manejo de las Finanzas de Barranquilla
El índice de desempeño fiscal del DNP pasó de 70.56 en el 2008 a 80.79 en 2018. La Cámara de Comercio de la ciudad también registró 13.098 unidades empresariales nuevas hasta septiembre de 2019. Durante las administraciones de Char, Barranquilla fue la única ciudad de Colombia que creció de manera sostenida por encima del promedio nacional en el recaudo de impuestos. Fitch Ratings en su informe oficial manifiesta que Barranquilla tiene una “dependencia moderada en las transferencias nacionales y la dinámica positiva en los ingresos fiscales y el control sobre su estructura de gastos, lo cual redunda en márgenes operativos adecuados”.

## Controversias

### Investigaciones y procesos
Entre 2014 y 2017 a Álex Char le figuraban 102 investigaciones. De todas estas, 81 salieron a relucir después de conocer su apoyo a la reelección presidencial de Juan Manuel Santos, también por haber sido mano derecha de Germán Vargas Lleras. En el desglose le aparecen 17 procesos en la Procuraduría General de la Nación, otros 9 en la Contraloría General de la República (CGR) y 55 órdenes penales en la Fiscalía General de la Nación (FGN). Todas estas acusaciones comprenden temas como abuso de función pública, complicidad, casos de corrupción, entre otros.
También se le acusó en su momento de la complicidad en el caso de las «irregularidades en la construcción de la vía de Bogotá-Girardot», proyecto que fue una iniciativa suya pero que terminó cediéndola a los Nule. Por este caso le tocó cancelar una multa millonaria en la Contraloría General de la República.
Las 21 investigaciones restantes datan de 2017. Estas fueron citadas por la entonces senadora Claudia López Hernández en un debate sobre temas relacionados con la corrupción.

### Campo Alegre
Desde 2010 está duramente cuestionado por la afectación de las casas del barrio Campo Alegre debido a que el terreno donde fueron construidas las viviendas era inestable geologicamente, por ende el alcalde se declaró impedido para manejar esa situación nombrando un alcalde ad hoc para esta problemática. Hoy en día sigue siendo blanco de críticas por parte de sus opositores por este caso. El entonces Defensor del Pueblo, Jorge Armando Otalora comparó la situación de Campo Alegre con la del Edificio Space de Medellín diciendo que el caso de Campo Alegre es 100 veces peor que la tragedia del edificio Space.

### Decreto Metropolitano
En 2011, los mototaxistas de Barranquilla se mostraron inconformes por la puesta en marcha del decreto que impone restricciones a este servicio en la ciudad y su área metropolitana, acusando al alcalde Char de quebrantar el derecho a la libre movilidad en la ciudad. El decreto prohibió la circulación en motocicleta con parrillero, llevar menores de 12 años o mujeres embarazadas, estipuló que solo los conductores que figuren como propietarios pueden movilizarse entre las 11 p. m. y las 5 a. m., y prohibió el estacionamiento en andenes, zonas verdes, vías arterias y otras zonas públicas, contemplando excepciones para miembros de la fuerza pública, escoltas, mensajeros de empresas y otras categorías de trabajadores.

### Fraude electoral
La exsenadora Aída Merlano, quien estuvo detenida por el gobierno de Nicolás Maduro, acusó a la familia Char de haber incurrido en fraude electoral, es decir, en la compra de votos, con el fin de favorecer la campaña presidencial de Iván Duque. Estas acusaciones se extendieron a otras familias prestantes de la región que estarían involucradas en un sofisticado entramado de corrupción electoral que incluye la compra de votos y de cédulas de personas muertas.
También denunció otros casos de corrupción y política por parte de la Familia Char:

«Fuad Char (padre del exalcalde de Barranquilla, Álex Char y del senador Arturo Char), Laureano Acuña y Roberto Gerlein (hermano de Julio Gerlein) eran los tres mayores compradores de votos en el Atlántico».
Aída Merlano Rebolledo.

Además de esta declaraciones, Merlano afirmó poseer pruebas sobre estos hechos. Merlano nunca entregó las pruebas que prometió aportar para sostener sus acusaciones. La Silla Vacía realizó una investigación en la que no pudo verificar las acusaciones de Merlano.

«Entrevistamos a 23 fuentes en Barranquilla, entre políticos, funcionarios y exfuncionarios, congresistas, veedores, concejales y exconcejales, contratistas, periodistas y expertos en licitaciones. A todos les concedimos el off the record porque sólo así accedieron a hablar. Sólo incluimos las versiones en las que coinciden. También, revisamos los procesos licitatorios de las grandes contrataciones que hizo Char en su segundo mandato (2016 a 2019) y consultamos a varios expertos en contratación y contratistas de otras ciudades. No pudimos verificar varias de las acusaciones de corrupción que hizo Aída Merlano en concreto ni identificar ninguna que pruebe el involucramiento directo de Álex Char en algún ilícito».
La Silla Vacía

Sin embargo, ese mismo medio sí afirmó que se evidenciaron algunas aspectos que ponen en juicio el modo de operar de Álex Char en Barranquilla, entre ellos, la forma de ejecutar contratos «que garantiza una alta eficiencia y también facilita que circule gran cantidad de dinero de cualquier origen», empresas mixtas propias de la familia Char que sirven como mediadoras para trabajos de interventorías, además de contar con el aval del Concejo de Barranquilla para el visto bueno de dichas contrataciones.

### Miembro del grupo La Casa Blanca
Durante finales de enero de 2022, la excongresista Aída Merlano señaló a Álex Char de pertenecer a un grupo dedicado a la compra de votos en la ciudad de Barranquilla y la Región Caribe llamado «La Casa Blanca». Esta es una organización que utiliza la tecnología para hacer seguimientos a todos los votos que se obtienen producto de la compra. Se cree que el fin de estos son las urnas que se ponen a disposición en las denominadas jornadas electorales.
También se sabe que existen otros miembros activos en el grupo, como su hermano Arturo Char, algunos miembros de la familia Name y Gerlein, quienes han dominado las justas electorales durante años valiéndose del fraude electoral. Es un grupo que posee un gran monopolio económico a base de este tipo de fraudes.

«Arturo Char, Alejandro Char, Julio Gerlein, José David Name y Laureano Acuña conforman una red de corrupción que se conoce como "La Casa Blanca"».
Aída Merlano Rebolledo.

«En la Casa Blanca estaba ubicada una empresa que se encarga de rastrear los votos comprados con tecnología avanzada y así sabían si los votos llegaban a las urnas. También vendían paquetes de votos a otros candidatos».
Aída Merlano Rebolledo.

El nombre del grupo La Casa Blanca, se dio a conocer a mediados de 2018, cuando la Fiscalía General de la Nacional compulsó copias contra Arturo Char, por la compra de votos: «una empresa criminal dedicada a la compra de votos en el departamento de Atlántico, que fue develada durante la pasada campaña al Congreso de la República».

### Caso Inassa - Triple A
Durante finales de la década de 2000 Char fue señalado de un escándalo de corrupción. En un extenso artículo del diario El Confidencial, se citó a una «red corrupta que desvió millonarios recursos estatales hacia paraísos fiscales, tras pagar altos costos por entrar a sociedades en países como Colombia». En el caso de corrupción participaron directivos de Inassa (Canal Isabel II) y otros personajes de Barranquilla, donde aparece Álex Char. También se cita un video de 4 minutos donde altos directivos españoles caminan por la ciudad de Cartagena con unas tulas negras que se cree contenían dinero en efectivo. La idea era solicitar ayuda a Char ya que este contemplaba «la posibilidad de que el Canal perdiera peso accionario en la Triple A para que en su reemplazo entraran otros importantes empresarios del país». Ante este eventual desenlace, un directivo de Inassa afirmó que se reunieron con el propio Char: 

«La información que manejábamos en Inassa es que hubo que pagar para convencer a Char. En Colombia se hacían así las cosas».
Diario El Confidencial.

Después de esta reunión con Álex Char, la posibilidad sobre una eventual pérdida de acciones de Canal Isabel II en la Triple A quedó automáticamente cancelada ya que Canal Isabel II continúa con mayor peso accionario. Por este caso, también están involucrados otros 4 exalcaldes de Barranquilla.

### Lavado de activos
En 2018, Álex Char y Elsa Noguera fueron denunciados penalmente en los Estados Unidos por «delitos de enriquecimiento ilícito de servidor público y lavado de activos» por el jurista Renzo Efraín Montalvo Jiménez. Como testaferros de este hecho fueron señalados Héctor Amarís Rodríguez (su mano derecha), Claudia Lora Osorio y Alfredo del Toro. Estas denuncias se interpusieron ante la Sección de Lavados de Dinero y Recuperación de Bienes y la Oficina de Asuntos Internacionales del Departamento de Justicia de los Estados Unidos. En la denuncia penal se alega que estas personas se fueron a los Estados Unidos a comercializar unos inmuebles en varias localidades, también se alega de una adquisición de una isla del Caribe con dineros ilícitos de un contrato que nunca se celebró con Inassa y cuyo monto asciende hasta los 80 millones de dólares.
La familia de Álex Char ha estado inmersa en el tema de lavado de activos ya que anteriormente a Fuad Char le fue negada la visa americana por esta clase de vínculos a principios de los años 90: 

«Al jefe del clan Char, (Fuad Char Abdala) le fue retirada la visa americana por presuntamente estar incurso en lavado y blanqueo de activos con el señor  Faryala Janna y el Hotel Aruba Concord, que patrocinaba a su equipo de fútbol, el Junior de Barranquilla».

También se citó al FBI para que participara de las investigaciones. Además se denunció la participación de la empresa financiera Serfinanza (actualmente convertida en banco) por estar involucrada en el lavado y blanqueo de activos.

### Tráfico de coimas por Megatanque 7 de abril
En 2020, el ganadero y empresario Luis Enrique Guzmán Chams (excandidato a la alcaldía) afirmó que Álex Char recibió el pago de millonarias coimas por el contrato del megatanque de agua de Barranquilla ubicado en el barrio 7 de abril. La primera coima fue pagada a Char «bajo la promesa de recibir ganancias a cambio»; este dinero también fue utilizado por el propio Char para su campaña de reelección como alcalde de Barranquilla en 2016. La segunda coima fue cancelada a Elsa Noguera, gobernadora del Atlántico y mano derecha de Char; «el pago de la coima se hizo efectivo cuando Noguera se desempeñaba como ministra de Vivienda». Parte de este dinero también fue destinado a Héctor Amaris, colaborador e íntimo amigo de Char. Después de realizar estos pagos, no recibió las ganancias que, en su momento, le prometieron. Desde entonces denunció el hecho ante la Fiscalía General de la Nación (FGN) y empezó a recibir amenazas por parte de José David Name:

«David Name me dijo que, si no retiraba la denuncia, él recurriría a la amistad íntima que tenía con la señora 
Margarita Cabello, indicándole el poder que ella tenía en el Poder Judicial».
Luis Enrique Guzmán Chams.

Los hostigamientos continuaron por medio de otros colaboradores de Char como el empresario Luis Fernando Vásquez y el exsecretario jurídico. También existe un audio del ganadero (revelado por la periodista María Jimena Duzán) donde afirma que Álex Char le dijo que es una figura intocable: 

«Métete en la cabeza que yo soy un intocable». «Char lo que terminó diciéndome era que él era intocable, que no me metiera con él, porque él era intocable, que me metiera algo en la cabeza: que era intocable».
Audio revelado por Revista Semana.

 Sin embargo, el 6 de octubre del 2020, el Diario La Libertad logró tener acceso a los expedientes de la génesis de los procesos civiles iniciados por Guzmán Chams contra Carlos Vengal y sus empresas que se remonta al año 2017 y descubrió que la razón de no seguir adelante la ejecución estuvo fundada en la falta de autorización de la representante legal del Consorcio Hidrotanques para firmarle al señor Luis Enrique Guzmán Chams una obligación en el pagará de $1.000 millones de pesos como título de recaudo. La Unidad Investigativa del Diario La Libertad expresó:

«La nota de la reconocida periodista María Jimena Dussan, de la revista Semana, parece no haber indagado sobre el cobro de los cheques que Guzman Chams dice haber usado para pagar coimas del contrato público, porque se hubiera encontrado con la realidad que dan cuenta los procesos. La manera como ha sido presentada la denuncia es inconsistente en cuanto no exhibe pruebas que comprometan a Alejandro Char, ex alcalde de Barranquilla, convirtiéndola en una diatriba política más que en una columna de opinión».
Diario La Libertad.

### Deterioro y endeudamiento financiero
Álex Char ha sido duramente criticado y señalado por diversos sectores de la crítica y la prensa especializada, por el manejo de las finanzas en la ciudad. Durante su última administración crecieron notablemente las deudas en la ciudad, esto, en parte, por las diversas megaobras y proyectos urbanísticos. 
Durante comienzos de 2021, el Departamento Nacional de Planeación (DNP), organismo técnico dependiente de la presidencia de la República, emitió un informe donde afirmó que Barranquilla es la «única capital, de las 20 ciudades principales del país, con las finanzas públicas deterioradas y un alto nivel de endeudamiento». Muchas de estas deudas obedecen a vigencias futuras, lo que ha derivado en un desequilibrio financiero. Jairo Parada, economista, catedrático de la Universidad del Norte y crítico de las finanzas en Barranquilla, afirmó que en la ciudad existen muchos contratos que giran en torno al Distrito:

«Uno lo que observa es un afán de contratación pública y de concreto porque además hay una cadena de contratistas que se mueven alrededor de la Administración Distrital que se lucran de esta contratación».
Jairo Parada Corrales.

Asimismo, expresó que la ciudad presenta grandes deudas por concepto de megaproyectos y contratos:   

«La ciudad está endeudada hasta el 2034 por varios billones».
Jairo Parada Corrales.

### Irregularidades en el caso La Loma
A comienzos de 2021, Álex Char y Elsa Noguera fueron investigados por irregularidades en el proyecto urbanístico La Loma, un terreno de 96 hectáreas.

«Un tercio de los terrenos de ‘La Loma’ se habían obtenido de forma irregular durante la primera Alcaldía de Alejandro Char, acudiendo a que se trataban de baldíos. Sin embargo, la Corte Suprema de Justicia determinó que los predios tenían dueño y en noviembre de 2015, Char fue denunciado penalmente por obtención de documento público falso y fraude procesal».

Las investigaciones han seguido su curso y se cree que también existen otras irregularidades, como el caso del Plan de Ordenamiento Territorial (POT) que fue expedido en 2014 y que entregaba facultades para la construcción del proyecto La Loma. En este caso se investiga a Elsa Noguera, quien es una funcionaria de confianza de Char y que siendo alcaldesa de Barranquilla aprobó dicho proyecto, «mientras que el Concejo había aceptado otro POT que determinó a la isla como una zona recreativa y paisajística».
En junio de 2021 se anunció que la investigación disciplinaria contra Elsa Noguera y Alejandro Char por el Plan de Ordenamiento Territorial (POT) de Barranquilla sería archivada. Esto debido a la Reforma al Código Disciplinario que evitará la prescripción de más de 10 mil expedientes disciplinarios, que se dio a raíz de la exigencia de la Corte Interamericana de Derechos Humanos, en la sentencia del 8 de julio de 2020, en la que condenó al Estado colombiano por la sanción de destitución e inhabilidad impuesta al entonces alcalde de Bogotá, Gustavo Petro vinculada a supuestas irregularidades en la reforma del sistema de recolección de basura de la capital colombiana ordenada por Gustavo Petro en diciembre de 2012.

### Denuncias por recolección de firmas
A mediados del mes de diciembre de 2021, varios ciudadanos y trabajadores de empresas públicas y privadas denunciaron sobre presiones por el tema de la recolección de votos para las elecciones presidenciales de Colombia de 2022. Varios funcionarios y directivos declararon que fueron presionados para obtener firmas y, de esta manera, ayudar a Álex Char para su candidatura. Entre las entidades involucradas figuran la Alcaldía de Barranquilla y Mi Red IPS, una entidad de salud creada por el Distrito:

«De acuerdo a las denuncias, se les entregaba tres planillas para que cada uno completara en total 30 casillas con firmas para apoyar a Álex Char».
Declaraciones de funcionarios que interpusieron las denuncias.

«La gente ha creído ciegamente en los Char, pero en este momento se escucha que no quieren más Char. Yo no quiero más y no ha sido fácil conseguir las firmas. En mi casa solo firmaron 4 personas de mi familia, pero con tal de respaldarme a mí, no a Char».
Denunciante anónimo.

Las presiones también estuvieron enfocadas en personal contratista de diversas empresas. Este personal contratista estaba en la obligación de recolectar firmas para condicionarlos a continuar en entidades y organizaciones. También se supo que en otras ciudades como Valledupar, a los trabajadores informales también se les obligó a buscar firmas con el pretexto de obtener permisos para vender sus productos. Vendedores afirmaron que en total fueron 40 personas a las que se les obligó a recolectar 1200 firmas.

«En esta zona hay más de 50 trabajadores informales y a los únicos que le ponen problema es a los vendedores de juguetes. Desde la alcaldía no nos han dado ningún apoyo, por el contrario, para nosotros poder obtener el permiso y los puestos que tenemos tuvimos que recoger 30 firmas para Álex Char, sumado a los 250.000 pesos por el espacio».
Vendedor informal.

### Escándalo de corrupción en la Costa Caribe colombiana
El 20 de enero de 2022 Aída Merlano publicó una misiva, la cual conoció en exclusiva el medio Semana, la ex congresista aseguró que estaría dispuesta a no guardarse nada y demostrar varias pruebas que dejarían en el ojo del huracán a tres de las familias más poderosa en la arena política de la Costa Caribe, menciona a los Gerlein, a los senadores José David Name y Laureano Acuña y promete revelar todo el entramado de corrupción de su departamento si la justicia le otorga un principio de oportunidad.
El 5 de febrero de 2022 Merlano en una entrevista de la Revista Cambio, aseguró haber tenido una relación sentimental con el exalcalde de Barranquilla Alex Char. Durante la entrevista, ella entregó fotografías para comprobar este romance y además aseguró que Char le dio una bolsa con $500,000.000 COP para financiar su campaña en el año 2018. 2 días después de esta declaración, Darío Bazzani, abogado de Char, anunció el 7 de febrero a través de un comunicado público, que se evalúa anexar una denuncia por falso testimonio a la ya instaurada en contra de Merlano hace dos años cuando mencionó el nombre del exalcalde de Barranquilla en una entrevista.